# Christianella
A Christianella a Malpighiales rendjébe és a malpighicserjefélék (Malpighiaceae) családjába tartozó nemzetség.

## Rendszerezés
A nemzetségbe az alábbi 5 faj tartozik:
- Christianella glandulifera (Cuatrec.) W.R.Anderson
- Christianella mesoamericana (W.R.Anderson) W.R.Anderson
- Christianella multiglandulosa (Nied.) W.R.Anderson
- Christianella paludicola (W.R.Anderson) W.R.Anderson
- Christianella surinamensis (Kosterm.) W.R.Anderson